# Helm Wrangel
Helmuth ("Helm") Wrangel, född 1600 i Mecklenburg, död 15 augusti 1647 i det svenska krigslägret vid Plau, var en tysk-svensk militär.
Helm Wrangel var troligen kusin till Herman Wrangel. Han trädde i svensk krigstjänst på 1620-talet, blev 1631 löjtnant och utnämndes efter slaget vid Lützen till överstelöjtnant och chef för en skvadron ryttare. Wrangel deltog i Gustaf Horns och Johan Banérs fälttåg, visade under sina strövpartier prov på mod och fyndighet och utnämndes efter slaget vid Wittstock 1636 till överste för ett kavalleriregemente. För ett begånget dråp måste han 1638 övergå i brandenburgsk tjänst men återvände 1639, deltog i Lennart Torstensons fälttåg mot de kejserliga arvländerna och var 1642 kommendant i Glogau. Han var med vid anfallet mot Danmark följande år, intog i januari 1645 ett antal städer på Jylland och plundrade Holstein lyckades inte erövra Rendsborg. Wrangel, som 1645 utnämnts till generalmajor av kavalleriet, deltog i Carl Gustaf Wrangels fälttåg, sårades svårt vid belägringen av en fästning i Westfalen 1646 och gjorde 1647 ett berömt anfall mot det kejserliga lägret vid Eger. Han blev dödligt sårad i slaget vid Plau 12 augusti 1647, avled några dagar senare och begravdes i Mariakyrkan i Wismar.